# Lingue caucasiche settentrionali
Le lingue caucasiche settentrionali sono un'ipotetica famiglia linguistica formata da due gruppi di lingue caucasiche: le lingue caucasiche nordoccidentali (chiamate anche lingue pontiche, abcaso-circasse, o caucasiche occidentali) e le lingue caucasiche nordorientali (chiamate anche lingue caspiche, nakho-daghestane o caucasiche orientali).
Questa ipotesi è stata formulata dai linguisti russi Sergei Starostin e Sergei Nikolaev, i quali sostengono che i due gruppi vantino un antenato comune parlato circa cinquemila anni fa. Tuttavia, questa proposta è difficilmente dimostrabile e non gode della completa accettazione da parte della comunità accademica.
Nel 2013 l'esistenza di una famiglia delle lingue caucasiche settentrionali è stata messa alla prova attraverso un'analisi computazionale automatizzata (ASJP 4 condotta da Müller et al.). Tuttavia, nello stesso studio veniva messo in evidenza che non era possibile concludere se le corrispondenze erano legate a un'eredità genetica o a un mutuo prestito lessicale,  poiché l'analisi era stata generata automaticamente.

## Classificazione interna
Tra i linguisti che sostengono l'ipotesi dell'esistenza di un gruppo caucasico settentrionale, la principale divisione tra lingue caucasiche nordorientali e lingue caucasiche nordoccidentali è considerata incontrovertibile. Tuttavia, non è stato ancora raggiunto un accordo generale per quanto concerne la struttura interna del gruppo caucasico nordorientale.

## Confronto tra i due gruppi
Le principali somiglianze osservabili tra i due gruppi risiedono nei loro sistemi fonologici. Tuttavia, le loro grammatiche sono molto diverse.

### Principali somiglianze
Entrambi i gruppi sono caratterizzati da alti livelli di complessità fonetica, che comprende diffuso utilizzo dell'articolazione secondaria. La lingua ubica (nordoccidentale) ha 84 consonanti, mentre la lingua arcia (nordorientale) dovrebbe averne 76.
È stato anche proposto un elenco di possibili parole imparentate. Tuttavia, essi potrebbero essere in maggioranza prestiti linguistici o semplici coincidenze, poiché la maggior parte dei morfemi in entrambi i gruppi sono piuttosto brevi, spesso solo una singola consonante.

### Principali differenze
Le lingue caucasiche nordorientali sono caratterizzate da una grande complessità morfologica del sostantivo. Ad esempio, in tsez, una serie di casi locativi si intersecano con una serie di suffissi che designano il movimento rispetto alla posizione, producendo una matrice di 126 suffissi locativi, spesso (a seconda dell'analisi) descritti come casi sostantivi.
Al contrario, i sistemi di sostantivi nelle lingue caucasiche nordoccidentali sono relativamente poveri nella morfologia, dato che di solito si distinguono solo due o tre casi. Tuttavia, si compongono di una struttura verbale molto complessa: soggetto, oggetto diretto, oggetto indiretto, oggetti benefattivi e la maggior parte delle funzioni locative sono espressi nel verbo.

### Alcuni confronti
| Pronomi personali | Pronomi personali     | Pronomi personali     | Pronomi personali     | Pronomi personali     | Pronomi personali     | Pronomi personali | Pronomi personali |
| Persona           | Caucaso nordorientale | Caucaso nordorientale | Caucaso nordorientale | Caucaso nordorientale | Caucaso nordorientale | PNWC              | PNC               |
| Persona           | PN                    | PDL                   | PLK                   | PAAT                  | PNEC                  | PNWC              | PNC               |
| ----------------- | --------------------- | --------------------- | --------------------- | --------------------- | --------------------- | ----------------- | ----------------- |
| 1sg               | *su-                  | *du                   | *zʷə-                 | dV amico              | *zʷə-                 | *sA               | *zoː              |
| 2sg               | *ħu-                  | *ħʷə                  | *ʁʷə-                 | dV lab /mV            | *ʁʷə-                 | *wA               | *u̯oː/*ʁwVː        |
| 1pl-i             | *via                  | *-χːa                 | *χːə-                 | *iλiː                 | *łiː- (? )            | *šʲə/tːa/χːa      | *La               |
| 1pl-e             | *tχu-                 | *žu                   | *žʲə                  | *išiː                 | *z⇨ʲə-                | *šʲə/tːa/χːa      | *zi               |
| 2pl               | *su-                  | *-šːa/zu              | *žʷə                  | *bišːdi               | *z⇨ʷə-                | *sʷV              | *źnoi             |

Abbreviazioni: PN = Proto-nakh, PDL = Proto-lak-dargwa, PLK = Proto-lezghiano, PAAT = Proto-avar-andi-dido, PNEC = Proto-caucasico nordorientale, PNWC = Proto-caucasico nordoccidentale, PNC = Proto-caucasico settentrionale; i = inclusivo, e = esclusivo
| Numero | PNEC (S)   | PNEC (N)      | PNWC (Cap) | PNWC (Co)     | PNC (S)       |
| ------ | ---------- | ------------- | ---------- | ------------- | ------------- |
| 1      | *c(h)a     | #c(ʕ)V        | *za        |               | *cHǝ̆          |
| 2      | *qʷ'a      |               | *t'qʷ'a    | *t'q'o        | *q̇Hwǟ         |
| 3      | *ɬeb (? )  |               | *λ:ə       | *(y-)x̂ə/a     | *ƛHĕ          |
| 4      | *əmq(ʷ)'i  |               | *p'λ'a     |               | *hĕmq̇ɨ        |
| 5      | *x̂ʷə       | #(W)=ƛƛi/ƛƛwi | *sx̂ʷə      | *(w-/y-)ćx̂ə   | *f_ɦä̆         |
| 6      | *re n ɬə-  |               | *ɬʷə       | *(w-)x̂cə      | *ʔrǟnƛ_E      |
| 7      | *u̯ərδ (? ) |               | *bδə       |               | *ʡĕrŁ_ɨ̆       |
| 8      | * m bərδ   |               | ---        | *(w-/y-)ɣə/a  | *bǖnŁ_e (˜-a) |
| 9      | *wərč'     |               | *bğʷʲə     | *-ɣə́          | *ʔĭlć̣wɨ       |
| 10     | *wəc'      |               | *bć'ʷə     | *(p-/w-)źə́/źá | *ʡĕnc̣Ĕ        |

Abbreviazioni : PNEC (S) = Schulze, PNEC (N) = Nichols, PNWC (Ch) = Chirikba, PNWC (Co) = Colarusso, PNC (S) = Starostin e Nikolayev

## Critiche
Non tutti gli studiosi accettano l'ipotesi dell'esistenza della famiglia linguistica caucasica settentrionale, dato che non sono state ancora fornite prove decisive a supporto di questa congettura. Ad ogni modo, i metodi utilizzati da Nikolayev e Starostin sono stati fortemente contestati anche da chi reputa probabile una parentela tra i due gruppi linguistici.